# 加地亮
加地 亮（かじ あきら、1980年1月13日 - ）は、兵庫県三原郡西淡町（現：南あわじ市）出身の元プロサッカー選手。現役時代のポジションはディフェンダー（主に右サイドバック）、ミッドフィールダー。元日本代表。

## クラブ経歴
小学校1年生時にサッカーを始める。西淡町立御原中学校卒業後、滝川第二高等学校に入学。黒田和生監督の下でサイドアタッカーとして力を伸ばし、高校総体（インターハイ）、高校サッカー選手権大会に出場。
高校卒業後の1998年、ボールタッチの柔らかさとスピードを評価されセレッソ大阪に入団。しかしC大阪ではレギュラーを確保できず、2000年に大分トリニータへ期限付き移籍。リーグ戦34試合に出場し、移籍期間を延長した2001年には、リーグ戦チーム最多出場（吉田孝行とタイ）を記録した。この年限りで大分を退団。
2002年、FC東京に完全移籍。夏場以降にレギュラーを確保し、MF石川直宏と右サイドで好連携を築いた。同年10月の札幌戦では派手にロングシュートを決めて J1初得点を記録。代表とチームの行き来で調子を崩したこともあったが、真摯な練習姿勢で守備のカバーリングや状況判断などの質を着実に向上させていった。同年のナビスコカップ決勝ではPK戦の最後のキッカーに名乗り出て、これを成功させて優勝を果たし、FC東京に初タイトルをもたらした。
2006年、自身のレベルアップ や関西圏でのプレーを希望し、ガンバ大阪へ完全移籍。G大阪にとっては2年越しのオファーが実った。3バックを続けていたG大阪にとって加地の加入は4バックとの併用を可能とするものであり、右サイドで攻守に貢献（シジクレイと宮本恒靖がセンターバックに入り、山口智が左サイドバックへ回った）。同年のJリーグベストイレブンを初受賞した。
2007年のナビスコカップ決勝川崎フロンターレ戦では、4バックの右サイドバックとして先発したが、後半からは3バックの右ストッパーとしてプレーし、相手エースのジュニーニョを完璧に封じ込むことに成功し 無失点勝利。加地としてはFC東京在籍時の2004年以来となる2度目、またガンバ大阪としてはクラブ初となる同大会制覇を達成した。2008年ACL及び天皇杯で優勝を果たし、クラブワールドカップの全試合に出場。2009年も、G大阪の右サイドバックの座を不動のものとした。2012年は、3度の膝内側側副靭帯損傷を繰り返し、チームも不振に陥りJ2へ降格。2013年は開幕前の練習試合で右足を負傷し、開幕には間に合わなかったものの、J2第3節横浜FC戦で復帰。以降、大きな怪我なくシーズンを乗り切り、J2優勝及びJ1復帰を掴んだ。
2014年6月24日、メジャーリーグサッカー・チーヴァス・USAへの完全移籍が発表された。7月20日の第19節D.C. ユナイテッド戦で初出場すると、以降はリーグ戦全試合にフル出場。だが同年10月にチーヴァス・USAは解散。分配ドラフトで指名されず、12月に行われた無所属選手を対象としたドラフトでも指名されなかった。
2015年1月9日、Jリーグのファジアーノ岡山に入団する事が発表された。
2017年11月25日、同シーズン限りで引退することを発表した。

## 代表経歴
1998年、U-19日本代表としてアジアユースに出場。黄金世代（79年組）の一員として、1999年にはU-20日本代表に選出され、FIFAワールドユース選手権（ナイジェリア大会）に出場し、準優勝を遂げた。
2003年10月、FC東京はナビスコカップ準々決勝で敗退していたが、同大会準決勝と日本代表の遠征の日程が重なっており、同代表候補の名良橋晃（鹿島アントラーズ）・山田暢久（浦和レッズ）・市川大祐（清水エスパルス）が前者を優先させたことから新戦力として、加地がA代表に抜擢された。チュニジア戦で国際Aマッチ初出場。加地は3バック全盛の当時においては希少な「本職」のサイドバックであり、MFを追い越して繰り返し全力で駆け上がる果敢なオーバーラップ が買われ、以後もジーコ監督率いる日本代表に定着し、2004年には中国開催のアジアカップに出場し優勝。
2005年6月、コンフェデレーションズカップ出場。ブラジル戦での「幻のゴール」（判定はオフサイド）や、好守の切り替えを怠らないプレーで評価を高めた。同年、ドイツワールドカップ最終予選のイラン戦で国際Aマッチ初得点を挙げ、日本のグループ1位通過及び本選出場に貢献。
2006年開催のワールドカップメンバーにも選出されたが、本大会直前に行われたドイツとの親善試合でバスティアン・シュヴァインシュタイガーから後方からの危険なタックルを浴びせられ負傷退場。第1戦の欠場を余儀なくされた。懸命のリハビリで第2戦に間に合わせ、2試合にフル出場した。ドイツ戦での負傷後、ジーコはシュヴァインシュタイガーを完全に卑劣なタックルだったと名指しで非難。2010年の南アフリカW杯においても「もっとも個人的に、彼（シュバインシュタイガー）のことは応援できない。4年前、加地に対してあんなプレイをした奴だからね。あれは不必要なプレイだった。」と語っている。
ジーコの後任監督であるイビチャ・オシムからも90分間スプリントできるスピードと持久力を高く評価され 出場を続けていたが、2008年に入り岡田武史体制となってからは内田篤人がスタメンに抜擢され、同年3月に右大腿部を挫傷し代表合宿を辞退。この際、クラブと代表が並行する過密日程を強い気持ちで戦い続けることが難しくなってきており、G大阪に専念したいという気持ちの整理を付け、加地自ら岡田へ日本代表引退の意思を伝えた。G大阪公式ウェブサイト上でも5月20日に正式に代表引退が発表された。

## 人物
家族は妻と1男2女、愛犬（勝利）。2004年1月に入籍。入籍日は日本代表の背番号でもある21日を選んだ。妻は高校の同級生で当時サッカー部のマネージャーをしていた。2006年4月12日に長男が誕生。この日のAFCチャンピオンズリーグ、対大連実徳戦で加地が得たPKを遠藤保仁が決め、ガンバ大阪の選手たちがゆりかごダンスで祝った。
プロ入りから数年間は全くプロ意識が無かったという。「最初は高校生の気持ちで入って、メンタル的にもプロになり切れていなかった。朝まで夜遊びして練習に行くこともありました」と当時を述懐する。当時セレッソ大阪を率いていた松木安太郎下ではプロ1年目でリーグ戦15試合に出場したものの、レネ・デザイェレ監督に代わった2年目は9試合のみでセレッソでは自分のスタイルを確立できなかった。
健康のために飲料水にこだわりを持っており、現役時代は遠征先には特別な水をペットボトルで送ったりしていた。首にはArkRingというトルマリン系のネックレスを着用していた。
「サッカー選手になっていなかったら?」の問いには保育士と答え、現役引退後の職として志望している。
ヘアエステサロン「cazi」やレストラン「CAZIカフェ」を夫婦で経営しており、自身は皿洗いなどを担当している。

## 所属クラブ
ユース経歴
- 1986年 - 1991年 西淡町立湊小学校[7]
- 1992年 - 1994年 西淡町立御原中学校[7]
- 1995年 - 1997年 滝川第二高校

プロ経歴
- 1998年 - 2001年  セレッソ大阪
  - 2000年 - 2001年  大分トリニータ (期限付き移籍[11])
- 2002年 - 2005年  FC東京
- 2006年 - 2014年6月  ガンバ大阪
- 2014年6月 - 同年10月  クラブ・デポルティボ・チーヴァス・USA
- 2015年 - 2017年  ファジアーノ岡山

## 個人成績
| 国内大会個人成績 | 国内大会個人成績 | 国内大会個人成績 | 国内大会個人成績 | 国内大会個人成績 | 国内大会個人成績 | 国内大会個人成績 | 国内大会個人成績 | 国内大会個人成績 | 国内大会個人成績 | 国内大会個人成績 | 国内大会個人成績 |
| 年度             | クラブ           | 背番号           | リーグ           | リーグ戦         | リーグ戦         | リーグ杯         | リーグ杯         | オープン杯       | オープン杯       | 期間通算         | 期間通算         |
| 年度             | クラブ           | 背番号           | リーグ           | 出場             | 得点             | 出場             | 得点             | 出場             | 得点             | 出場             | 得点             |
| 日本             | 日本             | 日本             | 日本             | リーグ戦         | リーグ戦         | リーグ杯         | リーグ杯         | 天皇杯           | 天皇杯           | 期間通算         | 期間通算         |
| ---------------- | ---------------- | ---------------- | ---------------- | ---------------- | ---------------- | ---------------- | ---------------- | ---------------- | ---------------- | ---------------- | ---------------- |
| 1998             | C大阪            | 29               | J                | 15               | 0                | 1                | 1                | 1                | 0                | 17               | 1                |
| 1999             | C大阪            | 17               | J1               | 9                | 0                | 0                | 0                | 0                | 0                | 9                | 0                |
| 2000             | 大分             | 22               | J2               | 34               | 3                | 1                | 0                | 2                | 0                | 37               | 3                |
| 2001             | 大分             | 22               | J2               | 41               | 0                | 4                | 0                | 2                | 0                | 47               | 0                |
| 2002             | FC東京           | 20               | J1               | 20               | 1                | 6                | 0                | 1                | 0                | 27               | 1                |
| 2003             | FC東京           | 20               | J1               | 22               | 0                | 6                | 0                | 2                | 0                | 30               | 0                |
| 2004             | FC東京           | 20               | J1               | 22               | 0                | 1                | 0                | 3                | 0                | 26               | 0                |
| 2005             | FC東京           | 20               | J1               | 25               | 0                | 0                | 0                | 2                | 0                | 27               | 0                |
| 2006             | G大阪            | 21               | J1               | 29               | 1                | 0                | 0                | 5                | 1                | 34               | 2                |
| 2007             | G大阪            | 21               | J1               | 28               | 1                | 6                | 0                | 4                | 1                | 38               | 2                |
| 2008             | G大阪            | 21               | J1               | 26               | 0                | 4                | 0                | 5                | 0                | 35               | 0                |
| 2009             | G大阪            | 21               | J1               | 20               | 0                | 0                | 0                | 5                | 1                | 25               | 1                |
| 2010             | G大阪            | 21               | J1               | 32               | 0                | 2                | 0                | 2                | 0                | 36               | 0                |
| 2011             | G大阪            | 21               | J1               | 30               | 0                | 0                | 0                | 1                | 0                | 31               | 0                |
| 2012             | G大阪            | 21               | J1               | 16               | 0                | 1                | 0                | 5                | 0                | 22               | 0                |
| 2013             | G大阪            | 21               | J2               | 38               | 0                | -                | -                | 2                | 0                | 40               | 0                |
| 2014             | G大阪            | 21               | J1               | 6                | 0                | 0                | 0                | -                | -                | 6                | 0                |
| アメリカ         | アメリカ         | アメリカ         | アメリカ         | リーグ戦         | リーグ戦         | リーグ杯         | リーグ杯         | USオープン杯     | USオープン杯     | 期間通算         | 期間通算         |
| 2014             | チーヴァス       | 14               | MLS              | 15               | 0                | -                | -                | -                | -                | 15               | 0                |
| 日本             | 日本             | 日本             | 日本             | リーグ戦         | リーグ戦         | リーグ杯         | リーグ杯         | 天皇杯           | 天皇杯           | 期間通算         | 期間通算         |
| 2015             | 岡山             | 21               | J2               | 36               | 0                | -                | -                | 1                | 0                | 37               | 0                |
| 2016             | 岡山             | 21               | J2               | 26               | 1                | -                | -                | 0                | 0                | 26               | 1                |
| 2017             | 岡山             | 21               | J2               | 24               | 0                | -                | -                | 0                | 0                | 24               | 0                |
| 通算             | 日本             | 日本             | J1               | 300              | 3                | 27               | 1                | 36               | 3                | 363              | 7                |
| 通算             | 日本             | 日本             | J2               | 199              | 4                | 5                | 0                | 7                | 0                | 211              | 4                |
| 通算             | アメリカ         | アメリカ         | MLS              | 15               | 0                | -                | -                | -                | -                | 15               | 0                |
| 総通算           | 総通算           | 総通算           | 総通算           | 514              | 7                | 32               | 1                | 43               | 3                | 589              | 11               |

その他の公式戦
- 2006年
  - スーパーカップ 1試合0得点
- 2007年
  - スーパーカップ 1試合0得点
- 2010年
  - スーパーカップ 1試合1得点

| 国際大会個人成績 | 国際大会個人成績 | 国際大会個人成績 | 国際大会個人成績 | 国際大会個人成績 | FIFA      | FIFA      |
| 年度             | クラブ           | 背番号           | 出場             | 得点             | 出場      | 得点      |
| AFC              | AFC              | AFC              | ACL              | ACL              | クラブW杯 | クラブW杯 |
| ---------------- | ---------------- | ---------------- | ---------------- | ---------------- | --------- | --------- |
| 2006             | G大阪            | 21               | 5                | 0                | -         | -         |
| 2008             | G大阪            | 21               | 8                | 0                | 3         | 0         |
| 2009             | G大阪            | 21               | 1                | 0                | -         | -         |
| 2010             | G大阪            | 21               | 6                | 0                | -         | -         |
| 2011             | G大阪            | 21               | 6                | 0                | -         | -         |
| 2012             | G大阪            | 21               | 5                | 0                | -         | -         |
| 通算             | AFC              | AFC              | 31               | 0                | 3         | 0         |

その他の国際公式戦
- 2006年
  - A3チャンピオンズカップ 3試合0得点
- 2008年
  - スルガ銀行チャンピオンシップ 1試合0得点

出場歴
- Jリーグ初出場 - 1998年7月25日 : Jリーグ 1st 第13節 vsアビスパ福岡 (長居スタジアム)[24]
- J2初得点 - 2000年3月12日 : J2 第1節 vsモンテディオ山形 (大分市営陸上競技場)[24]
- J1初得点 - 2002年10月12日 : J1 2nd第8節 vsコンサドーレ札幌 (札幌厚別公園競技場)
- J1 100試合出場 - 2005年7月13日 : J1 第16節 vs清水エスパルス (日本平スタジアム)
- J1 200試合出場 - 2009年7月1日 : J1 第10節 vs川崎フロンターレ (等々力陸上競技場)
- J1 250試合出場 - 2011年4月29日 : J1 第8節 vsモンテディオ山形 (万博記念競技場)
- J1 300試合出場 - 2014年4月12日 : J1 第7節 vセレッソ大阪 (ヤンマースタジアム長居)
- MLS初出場 - 2014年7月20日：MLS第19節 vsD.C. ユナイテッド (ロバート・F・ケネディ・メモリアル・スタジアム)[50]

## 代表歴
- 国際Aマッチ初出場 - 2003年10月8日 国際親善試合 vsチュニジア代表（チュニス・オリンピック・スタジアム）
- 国際Aマッチ初得点 - 2005年8月17日 2006 FIFAワールドカップ・アジア2次予選 vsイラン代表（横浜国際総合競技場）
- 国際Aマッチ50試合出場 - 2007年3月24日 キリンチャレンジカップ2007 vsペルー代表（横浜国際総合競技場）

### 出場大会
- U-19 / U-20日本代表
  - 1998年 - AFCユース選手権1998
  - 1999年 - 1999 FIFAワールドユース選手権
- 日本代表
  - 2004年 - AFCアジアカップ2004
  - 2005年 - FIFAコンフェデレーションズカップ2005
  - 2006年 - 2006 FIFAワールドカップ
  - 2007年 - AFCアジアカップ2007

### 試合数
- 国際Aマッチ 64試合 2得点 (2003年 - 2008年)[3]

| 日本代表 | 国際Aマッチ | 国際Aマッチ |
| 年       | 出場        | 得点        |
| -------- | ----------- | ----------- |
| 2003     | 1           | 0           |
| 2004     | 20          | 0           |
| 2005     | 14          | 1           |
| 2006     | 14          | 0           |
| 2007     | 11          | 1           |
| 2008     | 4           | 0           |
| 通算     | 64          | 2           |

### 出場
| No. | 開催日         | 開催都市           | スタジアム                                             | 対戦相手                 | 結果        | 監督             | 大会                                   |
| --- | -------------- | ------------------ | ------------------------------------------------------ | ------------------------ | ----------- | ---------------- | -------------------------------------- |
| 1.  | 2003年10月08日 | チュニス           | チュニス・オリンピック・スタジアム                     | チュニジア               | ○1-0        | ジーコ           | 国際親善試合                           |
| 2.  | 2004年02月07日 | 茨城県             | 茨城県立カシマサッカースタジアム                       | マレーシア               | ○4-0        | ジーコ           | キリンチャレンジカップ2004             |
| 3.  | 2004年03月31日 | シンガポール       | ジャラン・ベサール・スタジアム                         | シンガポール             | ○2-1        | ジーコ           | 2006 FIFAワールドカップ・アジア1次予選 |
| 4.  | 2004年04月25日 | ザラエジェルツェグ | ZTEアレナ                                              | ハンガリー               | ●2-3        | ジーコ           | 国際親善試合                           |
| 5.  | 2004年04月28日 | プラハ             | レトナ・スタジアム                                     | チェコ                   | ○1-0        | ジーコ           | 国際親善試合                           |
| 6.  | 2004年05月30日 | マンチェスター     | シティ・オブ・マンチェスター・スタジアム               | アイスランド             | ○3-2        | ジーコ           | 国際親善試合                           |
| 7.  | 2004年06月01日 | マンチェスター     | シティ・オブ・マンチェスター・スタジアム               | イングランド             | △1-1        | ジーコ           | 国際親善試合                           |
| 8.  | 2004年06月09日 | 埼玉県             | 埼玉スタジアム2002                                     | インド                   | ○7-0        | ジーコ           | 2006 FIFAワールドカップ・アジア1次予選 |
| 9.  | 2004年07月09日 | 広島県             | 広島広域公園陸上競技場                                 | スロバキア               | ○3-1        | ジーコ           | キリンカップサッカー2004               |
| 10. | 2004年07月13日 | 神奈川県           | 横浜国際総合競技場                                     | セルビア・モンテネグロ   | ○1-0        | ジーコ           | キリンカップサッカー2004               |
| 11. | 2004年07月20日 | 重慶市             | 重慶奥林匹克体育中心                                   | オマーン                 | ○1-0        | ジーコ           | AFCアジアカップ2004                    |
| 12. | 2004年07月24日 | 重慶市             | 重慶奥林匹克体育中心                                   | タイ                     | ○4-1        | ジーコ           | AFCアジアカップ2004                    |
| 13. | 2004年07月28日 | 重慶市             | 重慶奥林匹克体育中心                                   | イラン                   | △0-0        | ジーコ           | AFCアジアカップ2004                    |
| 14. | 2004年07月31日 | 重慶市             | 重慶奥林匹克体育中心                                   | ヨルダン                 | △1-1(PK4-3) | ジーコ           | AFCアジアカップ2004                    |
| 15. | 2004年08月03日 | 済南市             | 山東体育場                                             | バーレーン               | ○4-3(延長)  | ジーコ           | AFCアジアカップ2004                    |
| 16. | 2004年08月07日 | 北京市             | 北京工人体育場                                         | 中華人民共和国           | ○3-1        | ジーコ           | AFCアジアカップ2004                    |
| 17. | 2004年08月18日 | 静岡県             | 静岡県小笠山総合運動公園スタジアム                     | アルゼンチン             | ●1-2        | ジーコ           | キリンチャレンジカップ2004             |
| 18. | 2004年09月08日 | コルカタ           | ソルトレイク・スタジアム                               | インド                   | ○4-0        | ジーコ           | 2006 FIFAワールドカップ・アジア1次予選 |
| 19. | 2004年10月13日 | マスカット         | スルタン・カーブース・スポーツ・コンプレックス         | オマーン                 | ○1-0        | ジーコ           | 2006 FIFAワールドカップ・アジア1次予選 |
| 20. | 2004年11月17日 | 埼玉県             | 埼玉スタジアム2002                                     | シンガポール             | ○1-0        | ジーコ           | 2006 FIFAワールドカップ・アジア1次予選 |
| 21. | 2004年12月16日 | 神奈川県           | 横浜国際総合競技場                                     | ドイツ                   | ●0-3        | ジーコ           | キリンチャレンジカップ2004             |
| 22. | 2005年01月29日 | 神奈川県           | 横浜国際総合競技場                                     | カザフスタン             | ○4-0        | ジーコ           | キリンチャレンジカップ2005             |
| 23. | 2005年02月02日 | 埼玉県             | 埼玉スタジアム2002                                     | シリア                   | ○3-0        | ジーコ           | キリンチャレンジカップ2005             |
| 24. | 2005年02月09日 | 埼玉県             | 埼玉スタジアム2002                                     | 北朝鮮                   | ○2-1        | ジーコ           | 2006 FIFAワールドカップ・アジア2次予選 |
| 25. | 2005年03月25日 | テヘラン           |                                                        | イラン                   | ●1-2        | ジーコ           | 2006 FIFAワールドカップ・アジア2次予選 |
| 26. | 2005年03月30日 | 埼玉県             | 埼玉スタジアム2002                                     | バーレーン               | ○1-0        | ジーコ           | 2006 FIFAワールドカップ・アジア2次予選 |
| 27. | 2005年05月27日 | 東京都             | 国立霞ヶ丘競技場陸上競技場                             | アラブ首長国連邦         | ●0-1        | ジーコ           | キリンカップサッカー2005               |
| 28. | 2005年06月03日 | マナーマ           | バーレーン・ナショナル・スタジアム                     | バーレーン               | ○1-0        | ジーコ           | 2006 FIFAワールドカップ・アジア2次予選 |
| 29. | 2005年06月08日 | バンコク           | スパチャラサイ国立競技場                               | 北朝鮮                   | ○2-0        | ジーコ           | 2006 FIFAワールドカップ・アジア2次予選 |
| 30. | 2005年06月16日 | ハノーファー       | AWDアレーナ                                            | メキシコ                 | ●1-2        | ジーコ           | FIFAコンフェデレーションカップ2005     |
| 31. | 2005年06月19日 | フランクフルト     | コメルツバンク・アレーナ                               | ギリシャ                 | ○1-0        | ジーコ           | FIFAコンフェデレーションカップ2005     |
| 32. | 2005年06月22日 | ケルン             | ラインエネルギーシュタディオン                         | ブラジル                 | △2-2        | ジーコ           | FIFAコンフェデレーションカップ2005     |
| 33. | 2005年07月31日 | 大田               | 大田ワールドカップ競技場                               | 北朝鮮                   | ●0-1        | ジーコ           | 東アジアサッカー選手権2005             |
| 34. | 2005年08月17日 | 神奈川県           | 横浜国際総合競技場                                     | イラン                   | ○2-1        | ジーコ           | 2006 FIFAワールドカップ・アジア2次予選 |
| 35. | 2005年09月07日 | 宮城県             | 宮城スタジアム                                         | ホンジュラス             | ○5-4        | ジーコ           | キリンチャレンジカップ2005             |
| 36. | 2006年02月10日 | サンフランシスコ   | AT＆Tパーク                                            | アメリカ合衆国           | ●2-3        | ジーコ           | 国際親善試合                           |
| 37. | 2006年02月18日 | 静岡県             | 静岡県小笠山総合運動公園スタジアム                     | フィンランド             | ○2-0        | ジーコ           | キリンチャレンジカップ2006             |
| 38. | 2006年02月22日 | 神奈川県           | 横浜国際総合競技場                                     | インド                   | ○6-0        | ジーコ           | AFCアジアカップ2007・最終予選          |
| 39. | 2006年02月28日 | ドルトムント       | ヴェストファーレンシュタディオン                       | ボスニア・ヘルツェゴビナ | △2-2        | ジーコ           | 国際親善試合                           |
| 40. | 2006年03月30日 | 大分県             | 大分スポーツ公園総合競技場                             | エクアドル               | ○1-0        | ジーコ           | キリンチャレンジカップ2006             |
| 41. | 2006年05月09日 | 大阪府             | 長居陸上競技場                                         | ブルガリア               | ●1-2        | ジーコ           | キリンカップサッカー2006               |
| 42. | 2006年05月13日 | 埼玉県             | 埼玉スタジアム2002                                     | スコットランド           | △0-0        | ジーコ           | キリンカップサッカー2006               |
| 43. | 2006年05月30日 | レバークーゼン     | バイ・アレーナ                                         | ドイツ                   | △2-2        | ジーコ           | 国際親善試合                           |
| 44. | 2006年06月18日 | ニュルンベルク     | フリッツ・ヴァルター・シュタディオン                   | クロアチア               | △0-0        | ジーコ           | 2006 FIFAワールドカップ                |
| 45. | 2006年06月22日 | ドルトムント       | FIFAワールドカップスタジアム・ドルトムント             | ブラジル                 | ●1-4        | ジーコ           | 2006 FIFAワールドカップ                |
| 46. | 2006年08月16日 | 新潟県             | 新潟スタジアム                                         | イエメン                 | ○2-0        | イビチャ・オシム | AFCアジアカップ2007・最終予選          |
| 47. | 2006年09月03日 | ジッダ             | プリンス・アブドゥッラー・アル・ファイサル・スタジアム | サウジアラビア           | ●0-1        | イビチャ・オシム | AFCアジアカップ2007・最終予選          |
| 48. | 2006年09月06日 | サヌア             | アリー・ムフシン・スタジアム                           | イエメン                 | ○1-0        | イビチャ・オシム | AFCアジアカップ2007・最終予選          |
| 49. | 2006年11月15日 | 北海道             | 札幌ドーム                                             | サウジアラビア           | ○3-1        | イビチャ・オシム | AFCアジアカップ2007・最終予選          |
| 50. | 2007年03月24日 | 神奈川県           | 横浜国際総合競技場                                     | ペルー                   | ○2-0        | イビチャ・オシム | キリンチャレンジカップ2007             |
| 51. | 2007年07月09日 | ハノイ             | ミーディン国立競技場                                   | カタール                 | △1-1        | イビチャ・オシム | AFCアジアカップ2007                    |
| 52. | 2007年07月13日 | ハノイ             | ミーディン国立競技場                                   | アラブ首長国連邦         | ○3-1        | イビチャ・オシム | AFCアジアカップ2007                    |
| 53. | 2007年07月16日 | ハノイ             | ミーディン国立競技場                                   | ベトナム                 | ○4-1        | イビチャ・オシム | AFCアジアカップ2007                    |
| 54. | 2007年07月21日 | ハノイ             | ミーディン国立競技場                                   | オーストラリア           | △1-1(PK4-3) | イビチャ・オシム | AFCアジアカップ2007                    |
| 55. | 2007年07月25日 | ハノイ             | ミーディン国立競技場                                   | サウジアラビア           | ●2-3        | イビチャ・オシム | AFCアジアカップ2007                    |
| 56. | 2007年07月28日 | パレンバン         | ゲロラ・シュリーヴィジャヤ・スタジアム                 | 韓国                     | △0-0(PK5-6) | イビチャ・オシム | AFCアジアカップ2007                    |
| 57. | 2007年08月22日 | 大分県             | 大分スポーツ公園総合競技場                             | カメルーン               | ○2-0        | イビチャ・オシム | キリンチャレンジカップ2007             |
| 58. | 2007年09月07日 | クラーゲンフルト   | ヴェルターゼー・シュターディオン                       | オーストリア             | △0-0(PK3-4) | イビチャ・オシム | 3大陸トーナメント                      |
| 59. | 2007年09月11日 | クラーゲンフルト   | ヴェルターゼー・シュターディオン                       | スイス                   | ○4-3        | イビチャ・オシム | 3大陸トーナメント                      |
| 60. | 2007年10月17日 | 大阪府             | 長居陸上競技場                                         | エジプト                 | ○4-1        | イビチャ・オシム | アジア・アフリカチャレンジカップ2007   |
| 61. | 2008年01月26日 | 東京都             | 国立霞ヶ丘競技場陸上競技場                             | チリ                     | △0-0        | 岡田武史         | キリンチャレンジカップ2008             |
| 62. | 2008年02月17日 | 重慶市             | 重慶奥林匹克体育中心                                   | 北朝鮮                   | △1-1        | 岡田武史         | 東アジアサッカー選手権2008             |
| 63. | 2008年02月20日 | 重慶市             | 重慶奥林匹克体育中心                                   | 中華人民共和国           | ○1-0        | 岡田武史         | 東アジアサッカー選手権2008             |
| 64. | 2008年02月23日 | 重慶市             | 重慶奥林匹克体育中心                                   | 韓国                     | △1-1        | 岡田武史         | 東アジアサッカー選手権2008             |

### ゴール
| #  | 開催年月日     | 開催地 | スタジアム         | 対戦国   | 勝敗 | 試合概要                            |
| -- | -------------- | ------ | ------------------ | -------- | ---- | ----------------------------------- |
| 1. | 2005年08月17日 | 横浜   | 横浜国際総合競技場 | イラン   | ○2-1 | 2006 FIFAワールドカップ・アジア予選 |
| 2. | 2007年10月17日 | 大阪   | 大阪長居スタジアム | エジプト | ○4-1 | アフロアジア選手権                  |

## タイトル

### クラブ
FC東京
- ナビスコカップ：1回 (2004年)

ガンバ大阪
- Jリーグ ディビジョン2：1回 (2013年)
- ナビスコカップ：1回 (2007年)
- 天皇杯：2回 (2008年、2009年)
- ゼロックススーパーカップ：1回 (2007年)
- AFCチャンピオンズリーグ：1回 (2008年)
- パンパシフィックチャンピオンシップ：1回 (2008年)

### 代表
日本代表
- AFCアジアカップ:1回 (2004年)

### 個人
- Jリーグ優秀選手賞：2回（2006年、2007年）
- Jリーグベストイレブン：1回（2006年）
- Jリーグ功労選手賞（2018年）

## 出演

### CM
- Panasonic「Strada」 
  - 『決定的瞬間篇』（2006年） - 宮本恒靖との共演
- ミドリ電化（2007年） - 西野朗、播戸竜二、安田理大との共演
- ミズノ（2009年） - MIZUNO FOOTBALL

### テレビドラマ
- オールドルーキー第1話（2022年6月26日 、TBS）- サッカー監修